# Rodney Hood
Rodney Hood (Meridian, Misisipi, 20 de octubre de 1992) es un jugador de baloncesto estadounidense que actualmente se encuentra sin equipo. Con 2,03 metros de altura, juega en la posición de alero. Hood jugó baloncesto universitario para la Universidad de Duke.

## Trayectoria deportiva

### Instituto
Hood asistió al instituto "Meridian High School" en Meridian, Misisipi, y fue un recluta de cinco estrellas según Rivals.com.
En su tercer año como junior, promedió 22.1 puntos, 6.2 rebotes y 4.4 asistencias por partido, mientras lideró a su equipo a la final del Campeonato Clase 6A. En su último año como senior, promedió 24.8 puntos, 8.6 rebotes, 6.4 asistencias, 3.1 robos y 2.0 tapones por partido mientras guiaba al instituto al Campeonato Clase 6A y a un récord de 29-2.
En octubre de 2010, se comprometió a la Universidad Estatal de Misisipi.

### Universidad
En su primera temporada como freshman en Mississippi State, Hood fue nombrado al Mejor Quinteto Freshman (Debutante) de la Southeastern Conference de 2012. En 32 partidos (29 como titular), promedió 10.3 puntos, 4.8 rebotes y 2.0 asistencias en 32.8 minutos por partido.
En julio de 2012, fue transferido a la Universidad de Duke. Posteriormente se perdió la temporada 2012-13 debido a las reglas de transferencia de la NCAA.
En su segunda temporada como sophomore en Duke, fue nombrado al Segundo Mejor Quinteto de la Atlantic Coast Conference de 2014. En 35 partidos, promedió 16.1 puntos, 3.9 rebotes y 2.1 asistencias en 32.9 minutos por partido.
En abril de 2014, declaró su elegibilidad para el Draft de la NBA de 2014.

#### Estadísticas
| Año     | Equipo            | PJ | PT | MPP  | %TC  | %3P  | %TL  | RPP | APP | ROB | TPP | PPP  |
| ------- | ----------------- | -- | -- | ---- | ---- | ---- | ---- | --- | --- | --- | --- | ---- |
| 2011–12 | Mississippi State | 32 | 29 | 32.8 | .443 | .364 | .659 | 4.8 | 2.0 | .4  | .4  | 10.3 |
| 2013–14 | Duke              | 35 | 33 | 32.9 | .464 | .420 | .807 | 3.9 | 2.1 | .7  | .3  | 16.1 |
| Total   | Total             | 67 | 62 | 32.8 | .455 | .396 | .773 | 4.3 | 2.1 | .6  | .3  | 13.3 |

### Profesional

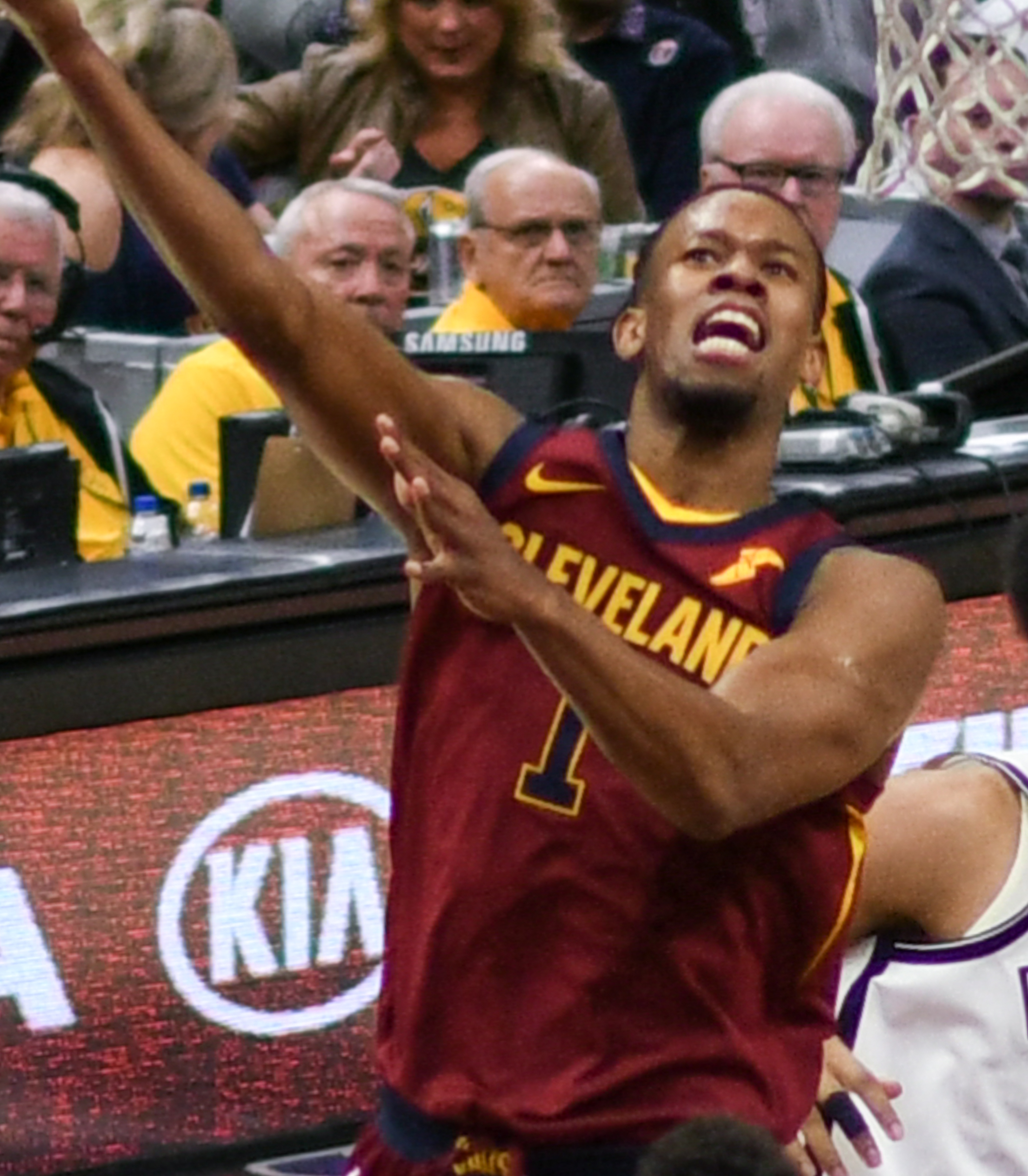
Rodney Hood con los Cavs en 2018.

El 26 de junio de 2014, Hood fue seleccionado en la posición número 23 del Draft de la NBA de 2014 por los Utah Jazz. El 11 de julio de 2014, firmó un acuerdo con los Utah Jazz.
El 8 de febrero de 2018 fue traspasado a Cleveland Cavaliers, en un acuerdo entre tres equipos en el que estuvieron involucrados además los Jazz y Sacramento Kings.
El 3 de febrero de 2019, es traspasado a Portland Trail Blazers a cambio de Nik Stauskas y Wade Baldwin. El 6 de diciembre de 2019, en un encuentro ante Los Angeles Lakers, Hood sufre una lesión en el tendón de Aquiles, que le apartará el resto de la temporada.
Durante su tercera temporada en Portland, el 25 de marzo de 2021, es traspasado junto a Gary Trent Jr. a Toronto Raptors a cambio de Norman Powell.
El 3 de agosto de 2021, firma como agente libre con Milwaukee Bucks por 1 año.
El 10 de febrero de 2022 es traspasado a Los Angeles Clippers en un acuerdo entre cuatro equipos.

## Estadísticas de su carrera en la NBA

### Temporada regular
| Año     | Equipo        | PJ  | PT  | MPP  | %TC  | %3P  | %TL  | RPP | APP | ROB | TPP | PPP  |
| ------- | ------------- | --- | --- | ---- | ---- | ---- | ---- | --- | --- | --- | --- | ---- |
| 2014-15 | Utah          | 50  | 21  | 21.3 | .414 | .365 | .763 | 2.3 | 1.7 | .6  | .2  | 8.7  |
| 2015-16 | Utah          | 79  | 79  | 32.2 | .420 | .359 | .860 | 3.4 | 2.7 | .9  | .2  | 14.5 |
| 2016-17 | Utah          | 59  | 55  | 27.0 | .408 | .371 | .783 | 3.4 | 1.6 | .6  | .2  | 12.7 |
| 2017-18 | Utah          | 39  | 12  | 27.8 | .424 | .389 | .876 | 2.8 | 1.7 | .8  | .2  | 16.8 |
| 2017-18 | Cleveland     | 21  | 11  | 25.3 | .442 | .352 | .813 | 2.6 | 1.4 | .7  | .2  | 10.8 |
| 2018-19 | Cleveland     | 45  | 45  | 27.4 | .427 | .362 | .912 | 2.5 | 2.0 | .8  | .1  | 12.2 |
| 2018-19 | Portland      | 27  | 4   | 24.4 | .452 | .345 | .805 | 1.7 | 1.3 | .8  | .3  | 9.6  |
| 2019-20 | Portland      | 21  | 21  | 29.5 | .506 | .493 | .778 | 3.4 | 1.5 | .8  | .2  | 11.0 |
| 2020-21 | Portland      | 38  | 5   | 19.1 | .363 | .298 | .750 | 1.9 | 1.2 | .5  | .1  | 4.7  |
| 2020-21 | Toronto       | 17  | 0   | 12.7 | .356 | .310 | .938 | 1.8 | .4  | .2  | .2  | 3.9  |
| 2021-22 | Milwaukee     | 39  | 0   | 14.9 | .351 | .300 | .929 | 1.7 | .8  | .3  | .1  | 3.3  |
| 2021-22 | L.A. Clippers | 13  | 0   | 9.8  | .462 | .545 | .800 | .8  | .6  | .2  | .2  | 2.6  |
| Total   | Total         | 448 | 253 | 24.5 | .420 | .366 | .841 | 2.6 | 1.6 | .7  | .2  | 10.4 |

### Playoffs
| Año   | Equipo    | PJ | PT | MPP  | %TC  | %3P  | %TL  | RPP | APP | ROB | TPP | PPP |
| ----- | --------- | -- | -- | ---- | ---- | ---- | ---- | --- | --- | --- | --- | --- |
| 2017  | Utah      | 11 | 0  | 25.2 | .352 | .260 | .611 | 2.7 | 1.1 | .5  | .0  | 8.9 |
| 2018  | Cleveland | 17 | 1  | 15.3 | .424 | .167 | .750 | 1.8 | 1.1 | .3  | .2  | 5.4 |
| 2019  | Portland  | 16 | 0  | 23.3 | .468 | .353 | .818 | 2.3 | .9  | .4  | .2  | 9.9 |
| Total | Total     | 44 | 1  | 20.7 | .416 | .280 | .757 | 2.2 | 1.0 | .4  | .2  | 7.9 |